# Universiteit van Californië - San Francisco

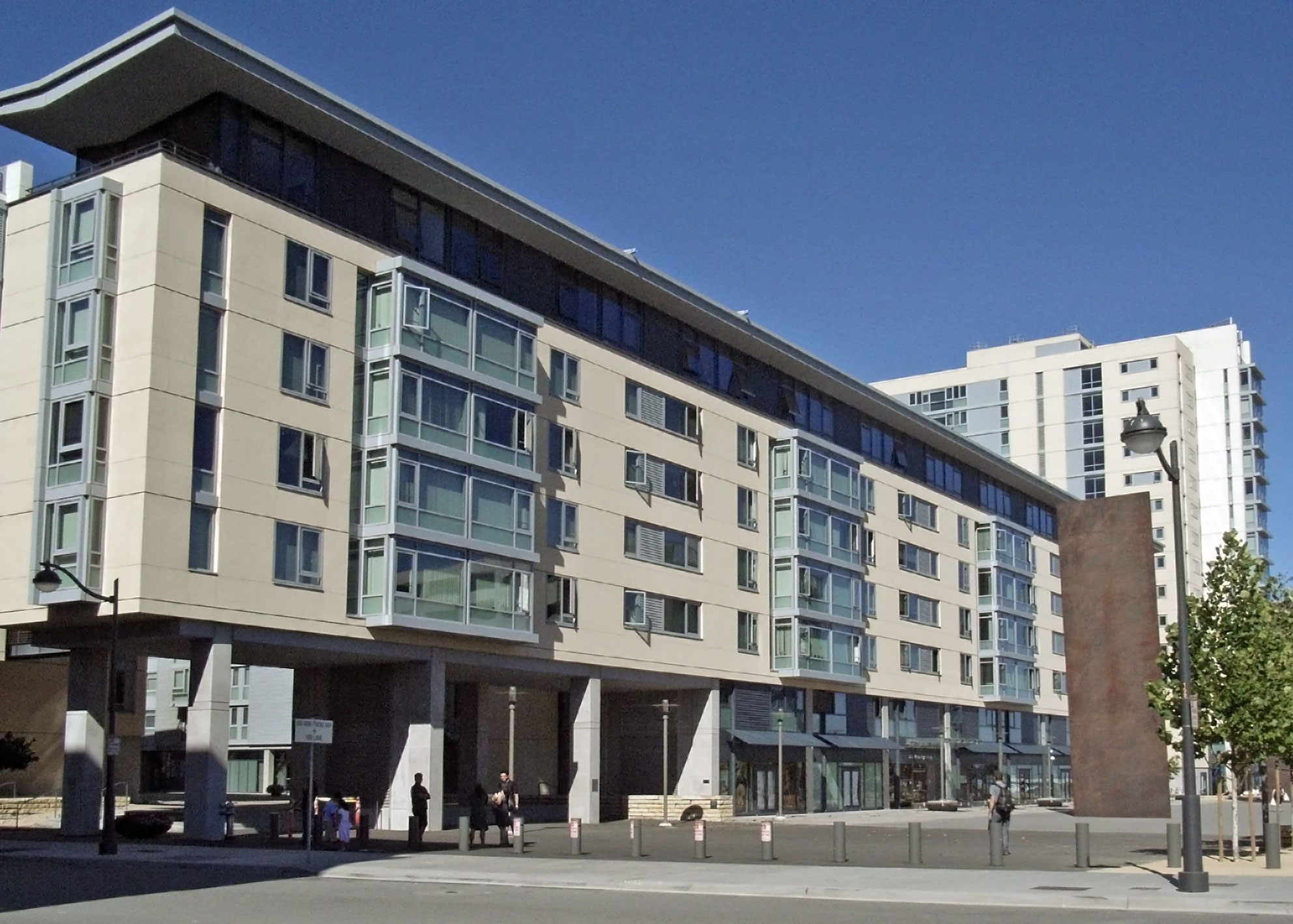
Mission Bay, UCSF

De Universiteit van Californië - San Francisco (vaak UCSF) is een campus van de Universiteit van Californië en is wereldwijd bekend als een van de belangrijkste onderzoekscentra in gezondheidszorg en onderwijs. De medische, farmaceutische, tandheelkundige en verpleegkundige afdelingen bevinden zich bij de wereldtop. Tevens wordt het universitair ziekenhuis tot de top tien van beste ziekenhuizen in de Verenigde Staten gerekend.
De campus bevindt zich in San Francisco en werd in 1873 opgericht. Het is de enige van de Universiteit van Californië-campussen die zich alleen aan graduate onderwijs wijdt (masters en doctoraten), en dat in de gezondheidszorg en biomedische sector.
Berkeley · Davis · Irvine · Los Angeles · Merced · Riverside · San Diego · San Francisco · Santa Barbara · Santa Cruz